# Saint-Martin-le-Vieil
Saint-Martin-le-Vieil település Franciaországban, Aude megyében. Lakosainak száma 214 fő (2022. január 1.). Saint-Martin-le-Vieil Alzonne, Bram, Carlipa, Cenne-Monestiés, Montolieu, Raissac-sur-Lampy, Saissac és Villepinte községekkel határos.

## Népesség
A település népessége az elmúlt években az alábbi módon változott:
| Lakosok száma | 171  | 185  | 168  | 211  | 235  | 228  | 226  | 217  | 212  | 214  |
|               | 1968 | 1982 | 1990 | 2006 | 2013 | 2015 | 2017 | 2019 | 2020 | 2022 |